# 対敵協力
対敵協力（たいてききょうりょく、英: collaborationism）とは、占領下にある地域において行われる、被占領者による占領者への協力行為のことである。
占領者への協力行為は、犯罪行為として行われる場合もあるが、傀儡政権による徴発・徴用などの形式を取ることもある。日本の現行刑法では武力攻撃事態における対敵協力は外患援助として処罰される。